# Questa notte o mai più
Questa notte o mai più (Das Lied einer Nacht) è un film del 1932 diretto da Anatole Litvak.

## Produzione
Il film fu prodotto dalla Cine-Allianz Tonfilmproduktions GmbH.

## Distribuzione
Distribuito dall'Universum Film (UFA), il film fu presentato in prima a Berlino il 27 maggio 1932.